# 戈丹角
65°5′S 63°22′W / 65.083°S 63.367°W
戈丹角（Gaudin Point），是南極洲的海岬，位於葛拉漢地的丹科海岸，是洛藏灣入口處東部，由法國探險隊繪入地圖，現時由南極條約體系管理。